# Comté d'Hawaï
Pour les articles homonymes, voir Hawaï (homonymie).
Le comté d'Hawaï est un comté situé dans l'État d'Hawaï, aux États-Unis, sur l'île de Hawaï. Selon le recensement de 2010, sa population est de 185 079 habitants. Son siège est à Hilo.

## Géographie
Le comté d'Hawaï occupe l'intégralité de l'île d'Hawaï, dans l'archipel du même nom. Le comté le plus proche est celui de Maui situé au nord-ouest ; au Nord, à l'est, au sud et à l'ouest s'étend l'océan Pacifique.
Sa superficie est de 13 174 km2 dont 10 433 km2 sont de terre émergées. Dans ce comté se trouve le plus long tunnel de lave connu dans le monde, le Kazumura.

## Administration

Carte des districts du comté d'Hawaï.

Le comté d'Hawaï dépend de l'État d'Hawaï. Il est divisé en neuf districts :
1. Puna au sud-est ;
2. Hilo Nord à l'est ;
3. Hilo Sud à l'est ;
4. Hāmākua au nord-est ;
5. Kohala Nord au nord-ouest ;
6. Kohala Sud au nord-ouest ;
7. Kona Nord à l'ouest ;
8. Kona Sud à l'ouest ;
9. Kaʻū au sud.

Il compte plusieurs census-designated place et localité :
- Hilo
- Honokaa
- Naalehu

## Démographie
| Groupe                           | Comté d'Hawaï | Hawaï | États-Unis |
| -------------------------------- | ------------- | ----- | ---------- |
| Blancs                           | 33,7          | 24,7  | 72,4       |
| Métis                            | 29,5          | 23,6  | 2,9        |
| Asiatiques                       | 22,2          | 38,6  | 4,8        |
| Océaniens                        | 12,1          | 10,0  | 0,2        |
| Autres                           | 1,6           | 1,3   | 6,2        |
| Afro-Américains                  | 0,6           | 1,6   | 12,6       |
| Amérindiens                      | 0,5           | 0,3   | 0,9        |
| Total                            | 100           | 100   | 100        |
|                                  |               |       |            |
| Hispaniques et Latino-Américains | 11,6          | 8,9   | 16,7       |

Selon l'American Community Survey pour la période 2006-2010, 80,91 % de la population âgée de plus de 5 ans déclare parler l'anglais à la maison, 9,13 % une langue polynésienne, 2,87 % l'espagnol, 2,58 % le japonais, 1,48 % le tagalog et 3,03 % une autre langue.
| 1900   | 1910   | 1920   | 1930   | 1940   | 1950   |
| ------ | ------ | ------ | ------ | ------ | ------ |
| 46 843 | 55 382 | 64 895 | 73 325 | 73 276 | 68 350 |

| 1960   | 1970   | 1980   | 1990    | 2000    | 2010    |
| ------ | ------ | ------ | ------- | ------- | ------- |
| 61 332 | 63 468 | 92 053 | 120 317 | 148 677 | 185 079 |